# Форест-Каунти
Форест-Каунти (англ. Forest County Potawatomi Community) — индейская резервация алгонкиноязычного народа потаватоми, расположенная в северо-восточной части штата Висконсин, США.

## История
Во время первого контакта с европейцами народ потаватоми жил на территории современных штатов Мичиган, Огайо, Индиана, Иллинойс и Висконсин. Потаватоми подписали 42 договора с правительством Соединённых Штатов, что больше, чем у любого другого индейского племени США. В 1795 году в Огайо был подписан первый из многих договоров, по которым земли потаватоми были переданы американцам. В 1830 году при президенте Джексоне был принят Закон о переселении индейцев. Этот акт вынудил почти все племена, живущие к востоку от реки Миссисипи, переселиться на Индейскую территорию на западе. Уже к 1833 году потаватоми потеряли все свои территории к востоку от реки Миссисипи по Чикагскому договору. В течение этого периода американские военные окружали поселения индейцев и насильно выселяли их с традиционных земель.
Некоторые группы потаватоми смогли избежать депортации и бежали на север — в Висконсин, Мичиган и Канаду. Около 1880 года группа потаватоми поселилась в округе Форест, она стала основой для формирования новой индейской общины. В 1913 году эта община была официально признана и осуществила первоначальную покупку земли для создания своей резервации.
В 1937 году община форест-каунти-потаватоми официально приняла новую форму правления. Были приняты конституция и устав, которые предусматривали должность председателя племени, заместителя председателя, секретаря, казначея и двух членов совета. В 1982 году были подписаны вторая конституция и подзаконные акты, которые заменили первоначальную конституцию 1937 года.

## География
Резервация состоит из многочисленных несмежных участков земли, расположенных в основном в южной части округа Форест. Один небольшой участок находится на севере округа Оконто, также племени принадлежат 7 акров земли в городе Милуоки. Общая площадь Форест-Каунти, включая трастовые земли (9,365 км²), составляет 58,84 км², из них 58,657 км² приходится на сушу и 0,183 км² — на воду. Административным центром резервации и штаб-квартирой племени является город Крандон.

## Демография
По данным федеральной переписи населения 2010 года, в резервации проживало 588 человек. Согласно федеральной переписи населения 2020 года в резервации проживало 594 человека, насчитывалось 237 домашних хозяйств и 212 жилых домов. Средний доход на одно домашнее хозяйство в индейской резервации составлял 75 042 доллара США. Около 26,3 % всего населения находились за чертой бедности, в том числе 31,8 % тех, кому ещё не исполнилось 18 лет, и ни одного старше 65 лет.
Расовый состав распределился следующим образом: белые — 89 чел., афроамериканцы — 2 чел., коренные американцы (индейцы США) — 467 чел., азиаты — 0 чел., океанийцы — 2 чел., представители других рас — 0 чел., представители двух или более рас — 34 человека; испаноязычные или латиноамериканцы любой расы составили 26 человек. Плотность населения составляла 10,09 чел./км².

## Комментарии
1. ↑  В состав резервации входит часть населённого пункта.